# Schöndorf (an der Ruwer)
Schöndorf település Németországban, Rajna-vidék-Pfalz tartományban. Lakosainak száma 801 fő (2023. december 31.).

## Népesség
A település népességének változása:
| Lakosok száma | 722  | 752  | 773  | 794  | 793  | 801  |
|               | 1975 | 2017 | 2019 | 2021 | 2022 | 2023 |